# 南済州郡
南済州郡（ナムジェジュぐん）は大韓民国済州道南部にあった郡。西帰浦市に分断される形で東西に分かれていた。韓国最南端に位置する馬羅島は同郡の所属だった。2006年7月に西帰浦市に統合され廃止。

## 歴史
- 1946年8月1日 - 全羅南道済州島城山面・南元面・中文面・大静面・表善面・西帰面・安徳面を済州道南済州郡に編成。[1]（7面）
- 1956年7月8日（2邑5面）[2][3]
  - 西帰面が西帰邑に昇格。
  - 大静面が大静邑に昇格。
- 1980年12月1日（4邑3面）[4]
  - 城山面が城山邑に昇格。
  - 南元面が南元邑に昇格。
- 1981年7月1日 - 西帰邑・中文面が合併して西帰浦市が発足し、郡より離脱。これにより、南済州郡が東西に分断する[5]。（3邑2面）
- 2004年7月1日 - 大静邑武陵出張所、南元邑為美出張所、城山邑新山出張所がそれぞれ廃止。
- 2006年7月1日 - 南済州郡が西帰浦市と合併し、行政市の西帰浦市が発足。南済州郡は廃止。[6]

## 名所
- 城山日出峰（城山邑）

## 友好都市
- （南済州郡）

日本和歌山県那賀郡
- （城山邑）

日本福岡県宗像市

## 近隣都市
- 済州市
- 西帰浦市